# Hoffmannia robusta
Hoffmannia robusta är en måreväxtart som beskrevs av János Johannes Wagner. Hoffmannia robusta ingår i släktet Hoffmannia och familjen måreväxter. Inga underarter finns listade i Catalogue of Life.